# دوري كرة القدم الأمريكية 1964–65
دوري كرة القدم الأمريكية 1964–65 هو موسم من دوري كرة القدم الأمريكية ‏. فاز فيه Hartford S.C. ‏.